# Xikou
Xikou (in cinese 溪口镇S) è una città di 84.000 abitanti nella provincia di Zhejiang, in Cina. È situata a circa 39 km ad ovest di Ningbo e si trova sotto l'amministrazione della contea di Fenghua.